# بارني جاكسون
بارني جاكسون (بالإنجليزية: Barney Jackson)‏ هو سياسي أمريكي، ولد في 18 مارس 1904 في سانت بول في الولايات المتحدة، وتوفي في 1971 في تاكوما في الولايات المتحدة. انتخب عضو مجلس نواب واشنطن.